# Jonatan Giráldez
Jonatan Giráldez Costas (Vigo, Pontevedra, 27 de noviembre de 1991), es un preparador físico y entrenador de fútbol español. Actualmente es el entrenador del OL Lyonnes de la Primera División de Francia.
Se inició como analista técnico y entrenador de las categorías inferiores del R. C. D. Espanyol y la selección de Cataluña, para luego pasar a La Masía del F. C. Barcelona. Participa posteriormente como asistente del F. C. Barcelona Femenino bajo el mando de Lluís Cortés, hasta 2021 cuando pasó a ser el primer entrenador del equipo azulgrana.En enero de 2024 confirmó su fichaje por el Washington Spirit de la National Women's Soccer League tras finalizar su contrato al final de esa temporada.

## Trayectoria

### Inicios
Nacido en Vigo en 1991, se familiarizó con el fútbol jugado en equipos como el Sárdoma, Coruxo o el Areosa, pero se comienza a decantar por una carrera como técnico partiendo en Galicia. Se traslada en 2012 a Barcelona para realizar sus estudios en torno a la preparación física y deporte.
Sus primeros pasos fueron como analista y preparador físico en prácticas deportivas, las cuales realizó en la cantera del R. C. D. Espanyol, con los cadetes. Tras esto, se uniría a la Federación Catalana de Fútbol como preparador físico, donde prontamente, tomaría la posición de segundo entrenador y como seleccionador en las secciones femeninas sub-16 y sub-19. El primer equipo que le toca dirigir, es la selección catalana masculina sub-12, empezando a ganar experiencia al mando.

### F. C. Barcelona
Posteriormente, se unió al cuerpo técnico de Lluís Cortés en las categorías inferiores F. C. Barcelona, junto a quien llegaría hasta el primer equipo femenino del Barça en 2019 tras la destitución de Fran Sánchez. En estas tres temporadas como técnico asistente, Giráldez tuvo un rol importante en la planificación de los entrenamientos y diseño de estrategias. Como técnico adjunto, el equipo barcelonista recupera su mejor nivel volviendo a ganar los títulos de liga y copa, además de alcanzar la primera final europea en 2019, donde cayeron ante el Olympique de Lyon. Posteriormente, las jugadoras conquistaron en 2021 el triplete de Liga, Copa de la Reina y Liga de Campeones de la UEFA, siendo la mejor temporada en la historia del Barça femenino.
Tras la dimisión de Lluís Cortés del banquillo azulgrana, el 2 de julio de 2021, Giráldez fue anunciado de forma oficial como el nuevo entrenador del F. C. Barcelona firmando por una temporada, en donde tendría a su compañero Rafel Navarro como segundo entrenador.
Luego de una preparación en Alicante a través de un stage, Giráldez debuta en el banquillo culé en el encuentro amistoso por pretemporada ante el Elche C. F., el cual resulta en una abultada victoria por 17-0. Posteriormente, dirigiría ante la Juventus F. C. en la primera edición femenina del Trofeo Joan Gamper como presentación del equipo ante la afición azulgrana, la cual resultaría en victoria por 6-0.

### Washington Spirit
En enero de 2024 confirmó su fichaje por el Washington Spirit de la National Women's Soccer League después de tres temporadas en el equipo catalán. El 2 de junio de 2025, el club anunció que Giráldez dirigiría su último partido como entrenador del Washington Spirit el 22 de junio en el duelo contra San Diego Wave, para luego tomar el mando del OL Lyonnes de Francia.

### OL Lyonnes
OL Lyonnes anunció la contratación de Giráldez hasta 2028.

## Vida personal
Estudiando en el Instituto Nacional de Educación Física de Cataluña, desarrolló una propuesta de proyecto federativo llamado El camino hacia la igualdad en el fútbol dentro de la asignatura de Sociología del Deporte, con el fin de fomentar el fútbol femenino.
Cursó másters en la Universidad de Barcelona sobre Rendimiento Deportivo, junto con poseer un máster profesional de fútbol organizado por el Barça Innovation Hub y la UB.
Trabajó como profesor universitario en materias deportivas, junto con tener colaboraciones como comentarista en GolTV y bein Sports.

## Clubes
| Club                        | País           | Años      |
| --------------------------- | -------------- | --------- |
| F. C. Barcelona (asistente) | España         | 2019-2021 |
| F. C. Barcelona             | España         | 2021-2024 |
| Washington Spirit           | Estados Unidos | 2024-2025 |
| OL Lyonnes                  | Francia        | 2025-act. |

## Estadísticas

### Como entrenador
| Equipo                   | Div.  | Temporada | Liga  | Liga | Liga | Liga | Liga |       | Copa | Copa | Copa | Copa | Copa  |    | Internacional | Internacional | Internacional | Internacional | Internacional |   | Supercopa | Supercopa | Supercopa | Supercopa | Supercopa |   | Totales | Totales | Totales | Totales | Totales | Totales | Totales | Totales |
| Equipo                   | Div.  | Temporada | Part. | G    | E    | P    | Pos. | Part. | G    | E    | P    | Pos. | Part. | G  | E             | P             | Pos.          | Part.         | G             | E | P         | Pos.      | Part.     | G         | E         | P | Rend.   | GF      | GC      | Dif.    |         |         |         |         |
| ------------------------ | ----- | --------- | ----- | ---- | ---- | ---- | ---- | ----- | ---- | ---- | ---- | ---- | ----- | -- | ------------- | ------------- | ------------- | ------------- | ------------- | - | --------- | --------- | --------- | --------- | --------- | - | ------- | ------- | ------- | ------- | ------- | ------- | ------- | ------- |
| F. C. Barcelona · España | 1.ª   | 2021-22   | 30    | 30   | 0    | 0    | 1.º  | 4     | 4    | 0    | 0    | 1.º  | 11    | 9  | 0             | 2             | 2.º           | 2             | 2             | 2 | 0         | 1.º       | 47        | 45        | 0         | 2 | 95.74%  | 221     | 23      | +198    |         |         |         |         |
| F. C. Barcelona · España | 1.ª   | 2022-23   | 30    | 28   | 1    | 1    | 1.º  | 1     | 0    | 0    | 1    | WO   | 11    | 9  | 1             | 1             | 1.º           | 2             | 2             | 0 | 0         | 1.º       | 44        | 39        | 2         | 3 | 89.4%   | 164     | 24      | +140    |         |         |         |         |
| F. C. Barcelona · España | 1.ª   | 2023-24   | 30    | 29   | 1    | 0    | 1.º  | 5     | 5    | 0    | 0    | 1.º  | 11    | 9  | 1             | 1             | 1.º           | 2             | 2             | 0 | 0         | 1.º       | 48        | 45        | 2         | 1 | 95.17%  | 211     | 19      | +192    |         |         |         |         |
| F. C. Barcelona · España | Total | Total     | 90    | 87   | 2    | 1    | -    | 10    | 9    | 0    | 1    | -    | 33    | 27 | 2             | 4             | -             | 6             | 6             | 0 | 0         | -         | 139       | 129       | 4         | 6 | 93.77%  | 596     | 66      | +530    |         |         |         |         |
| Total                    | Total | Total     | 90    | 87   | 2    | 1    | -    | 10    | 9    | 0    | 1    | -    | 33    | 27 | 2             | 4             | -             | 6             | 6             | 0 | 0         | -         | 139       | 129       | 4         | 6 | 93.77%  | 596     | 66      | +530    |         |         |         |         |
| 1. 2. 3.                 |       |           |       |      |      |      |      |       |      |      |      |      |       |    |               |               |               |               |               |   |           |           |           |           |           |   |         |         |         |         |         |         |         |         |

## Palmarés

### Como asistente

#### Campeonatos nacionales
| Título              | Club            | País   | Año  |
| ------------------- | --------------- | ------ | ---- |
| Primera División    | F. C. Barcelona | España | 2020 |
| Copa de la Reina    | F. C. Barcelona | España | 2020 |
| Supercopa de España | F. C. Barcelona | España | 2020 |
| Primera División    | F. C. Barcelona | España | 2021 |
| Copa de la Reina    | F. C. Barcelona | España | 2021 |

#### Campeonatos internacionales
| Título            | Equipo          | Sede   | Año  |
| ----------------- | --------------- | ------ | ---- |
| Liga de Campeones | F. C. Barcelona | Suecia | 2021 |

#### Campeonatos regionales
| Título        | Club            | Comunidad Autónoma | Año  |
| ------------- | --------------- | ------------------ | ---- |
| Copa Cataluña | F. C. Barcelona | Cataluña           | 2019 |

### Como entrenador

#### Campeonatos nacionales
| Título              | Club              | País           | Año  |
| ------------------- | ----------------- | -------------- | ---- |
| Supercopa de España | F. C. Barcelona   | España         | 2022 |
| Copa de la Reina    | F. C. Barcelona   | España         | 2022 |
| Primera División    | F. C. Barcelona   | España         | 2022 |
| Supercopa de España | F. C. Barcelona   | España         | 2023 |
| Primera División    | F. C. Barcelona   | España         | 2023 |
| Supercopa de España | F. C. Barcelona   | España         | 2024 |
| Primera División    | F. C. Barcelona   | España         | 2024 |
| Copa de la Reina    | F. C. Barcelona   | España         | 2024 |
| NWSL Challenge Cup  | Washington Spirit | Estados Unidos | 2025 |

#### Campeonatos internacionales
| Título            | Equipo          | Sede         | Año  |
| ----------------- | --------------- | ------------ | ---- |
| Liga de Campeones | F. C. Barcelona | Países Bajos | 2023 |
| Liga de Campeones | F. C. Barcelona | España       | 2024 |